# Forever My Girl
Cet article concerne le film de Bethany Ashton Wolf. Pour le roman de Heidi McLaughlin, voir  Forever My Girl.
Pour plus de détails, voir Fiche technique et Distribution.
Forever My Girl, ou Mon amour à jamais au Québec, est un film dramatique américain écrit et réalisé par Bethany Ashton Wolf, sorti en 2018. Il s'agit d'une adaptation du roman Forever My Girl d'Heidi McLaughlin.

## Synopsis
Liam a abandonné son amour de jeunesse, Josie, le jour de leur mariage. Huit ans plus tard, il est devenu un chanteur country extrêmement populaire à travers le monde. Quand il découvre que l'un de ses meilleurs amis d'enfance est décédé dans un accident, il décide de se rendre à ses funérailles dans sa ville natale. Là-bas, il revoit Josie pour la première fois depuis qu'il lui a fait faux bond. Il découvre avec surprise qu'elle est maintenant la mère d'une jeune fille dégourdie de 7 ans. Il aimerait bien réparer les pots cassés, mais certaines choses sont plus faciles à pardonner que d'autres.

## Fiche technique
Sauf indication contraire, les informations mentionnées dans cette section peuvent être confirmées par la base de données cinématographiques IMDb,  présente dans la section « Liens externes ».
- Titre original : Forever My Girl
- Titre québécois : Mon amour à jamais
- Réalisation : Bethany Ashton Wolf
- Scénario : Bethany Ashton Wolf, d'après le roman Forever My Girl de Heidi McLaughlin
- Direction artistique : John Collins
- Décors :
- Costumes : Eulyn Womble
- Photographie : Duane Charles Manwiller
- Son :
- Montage : Priscilla Nedd-Friendly
- Casting : Jeanie Bacharach
- Musique : Brett Boyett
- Production : Mickey Liddell, Jennifer Monroe et Pete Shilaimon
  - Producteurs Exécutives : Alison Semenza King, Nicole Stojkovich et Zach Tann
- Société de production : LD Entertainment,
- Société(s) de distribution : Roadside Attractions (États-Unis)
- Budget :
- Pays d'origine :  États-Unis
- Langue originale : anglais
- Format : couleur
- Genre : Drame
- Durée : 104 minutes
- Dates de sortie : 
  -  États-Unis : 26 janvier 2018
  -  France : 21 septembre 2018 (VOD)

## Distribution
- Alex Roe (VQ : Jean-Philippe Baril-Guérard) : Liam Page
- Jessica Rothe (VQ : Ariane-Li Simard-Côté) : Josie
- Abby Ryder Fortson (VQ : Elia St-Pierre) : Billy
- John Benjamin Hickey (VQ : François Trudel) : Pasteur Brian Page
- Tyler Riggs (VQ : Alexandre Fortin) : Jake
- Peter Cambor (VQ : Frédéric Paquet) : Sam
- Gillian Vigman (VQ : Mélanie Laberge) : Doris
- Morgan Alexandria : Kiera
- Lauren Gros : Laura
- James Rackley : Johnny
- Arielle Bowden : Sara
- Jason Davis : M. Guillory
- Adam Drescher : Freddy
- Bella Lotz : Clementine
- Cody Alan : Cody Alan
- Whitney Goin : Vivian
- Terayle Hill : Mason
- Travis Tritt : Walt
- Lillian Ellen Jones : Molly
- Caitlin Harris : Loretta
- Liz Gore : Vivian

 Sources et légende  : Version Québécoise (V.Q.) sur Doublage Québec

## Production

### Attribution des rôles
Pour le rôle de Liam, Alex Roe a dû apprendre à chanter et à jouer de la guitare. Brett Boyett, le directeur musical du film, l'a aidé à pratiquer tous les jours pendant près de trois mois. Pour rechercher son accent, Alex Roe a regardé des interviews de chanteurs de musique country,,.

### Bande originale
Forever My Girl (Music From And Inspired By The Motion Picture) est la bande originale du film. Il s'agit d'une compilation des chansons entendues dans le film, interprétées par divers artistes comme Little Big Town, Josh Turner, et Lauren Alaina.
Alex Roe (Liam Page) et Abby Ryder Fortson (Billy) chantent également dans le film.
| No  | Titre                       | Artiste                       | Durée |
| --- | --------------------------- | ----------------------------- | ----- |
| 1.  | Little White Church         | Little Big Town               | 3:06  |
| 2.  | Don't Water Down My Whiskey | Alex Roe                      | 3:45  |
| 3.  | Enough                      | Alex Roe                      | 4:02  |
| 4.  | Can't Tame a Fire           | Tyminski                      | 3:55  |
| 5.  | Can't Go Back               | Little Big Town               | 3:43  |
| 6.  | Back From Gone              | Josh Turner                   | 4:29  |
| 7.  | Who Needs Mexico            | Mason James                   | 3.43  |
| 8.  | Silver and Gold             | Little Big Town               | 3:32  |
| 9.  | Wings of an Angel           | Lauren Alaina                 | 3:12  |
| 10. | Live Forever                | Little Big Town               | 4:16  |
| 11. | Little Red Wagon            | Miranda Lambert               | 3:24  |
| 12. | Caught Up In Your Storm     | Mickey Guyton                 | 3:49  |
| 13. | Slowing Down                | Travis Tritt                  | 3:35  |
| 14. | Wild and Free               | Destin Bennett                | 3:11  |
| 15. | Solid Ground                | Brett Boyett                  | 2:35  |
| 16. | Smokin' and Cryin'          | Alex Roe                      | 3:28  |
| 17. | Finally Home                | Alex Roe & Abby Ryder Fortson | 3:30  |
| 18. | Always and Forever          | Canaan Smith                  | 2:54  |
| 19. | Enough (Reprise)            | Lauren Alaina & Phillip Sweet | 4:03  |